# Campionati europei di biathlon 2022
I Campionati europei di biathlon 2022 sono la 29ª edizione della massima manifestazione continentale di biathlon.
Organizzati dall'IBU, si sono svolti dal 26 al 30 gennaio 2022 ad Arber, in Germania.

## Calendario
| Uomini | 20 km individuale |   | 10 km sprint  | 12,5 km inseguimento |                                           | 3 |
| Donne  | 15km individuale  |   | 7,5 km sprint | 10 km inseguimento   |                                           | 3 |
| Misto  |                   |   |               |                      | Staffetta singola mista & Staffetta mista | 2 |
| Totale | 2                 | 0 | 2             | 2                    | 2                                         | 8 |

## Medagliere
| Posiz. | Nazione  | Oro | Argento | Bronzo | Totale |
| ------ | -------- | --- | ------- | ------ | ------ |
| 1      | Norvegia | 5   | 0       | 1      | 6      |
| 2      | Russia   | 2   | 3       | 1      | 6      |
| 3      | Moldavia | 1   | 1       | 0      | 2      |
| 4      | Germania | 0   | 3       | 5      | 8      |
| 5      | Francia  | 0   | 1       | 0      | 1      |
| 6      | Svizzera | 0   | 0       | 1      | 1      |
| Totale | Totale   | 8   | 8       | 8      | 24     |

## Podi

### Uomini
| Evento              | Oro                   | Tempo   | Argento         | Tempo   | Bronzo           | Tempo   |
| Individuale 20km    | Sverre Dahlen Aspenes | 51:32.1 | Anton Babikov   | +0:11.6 | Matthias Dorfer  | +1:08.9 |
| Sprint 10km         | Erlend Bjøntegaard    | 26:39.4 | Nikita Poršnev  | +20.6   | Lucas Fratzscher | +22.9   |
| Inseguimento 12,5km | Sverre Dahlen Aspenes | 34:02.1 | Petr Pashchenko | +38.1   | Lucas Fratzscher | +53.0   |

### Donne
| Evento            | Oro                   | Tempo   | Argento              | Tempo | Bronzo            | Tempo |
| Individuale 15km  | Evgenija Pavlova      | 44:22.9 | Alina Stremous       | +12.1 | Natalia Gerbulova | +16.4 |
| Sprint 7,5km      | Ragnhild Femsteinevik | 21:52.7 | Franziska Hildebrand | +3.7  | Janina Hettich    | +25.9 |
| Inseguimento 10km | Alina Stremous        | 30:39,2 | Janina Hettich       | +17,7 | Jenny Enodd       | +26,8 |

### Misti
| Evento                       | Oro                                                                         | Tempo     | Argento                                                                | Tempo   | Bronzo                                                               | Tempo   |
| Staffetta individuale 2x6 km | Russia Evgenija Pavlova Anton Babikov                                       | 39:10.05  | Francia Lou Jeanmonnot Émilien Claude                                  | +1:01.4 | Germania Franziska Hildebrand Justus Strelow                         | +1:34.1 |
| Staffetta 4x6 km             | Norvegia Erlend Bjøntegaard Johannes Dale Jenny Enodd Ragnhild Femsteinevik | 1:17:44.9 | Germania Lucas Fratzscher Philipp Horn Janina Hettich Sophia Schneider | +18.6   | Svizzera Serafin Wiestner Martin Jaeger Elisa Gasparin Aita Gasparin | +4:53.7 |